# Roverbella
Roverbella és un municipi situat al territori de la província de Màntua, a la regió de la Llombardia, (Itàlia).
Roverbella limita amb els municipis de Castelbelforte, Marmirolo, Mozzecane, Nogarole Rocca, Porto Mantovano, San Giorgio di Mantova, Trevenzuolo i Valeggio sul Mincio.
Pertanyen al municipi les frazioni de Belvedere, Canedole, Castiglione Mantovano, Malavicina, Pellaloco, Borgo Bassa, Cà Mantovane, Castelletto, Fienili, Foroni, Santa Lucia

## Galeria

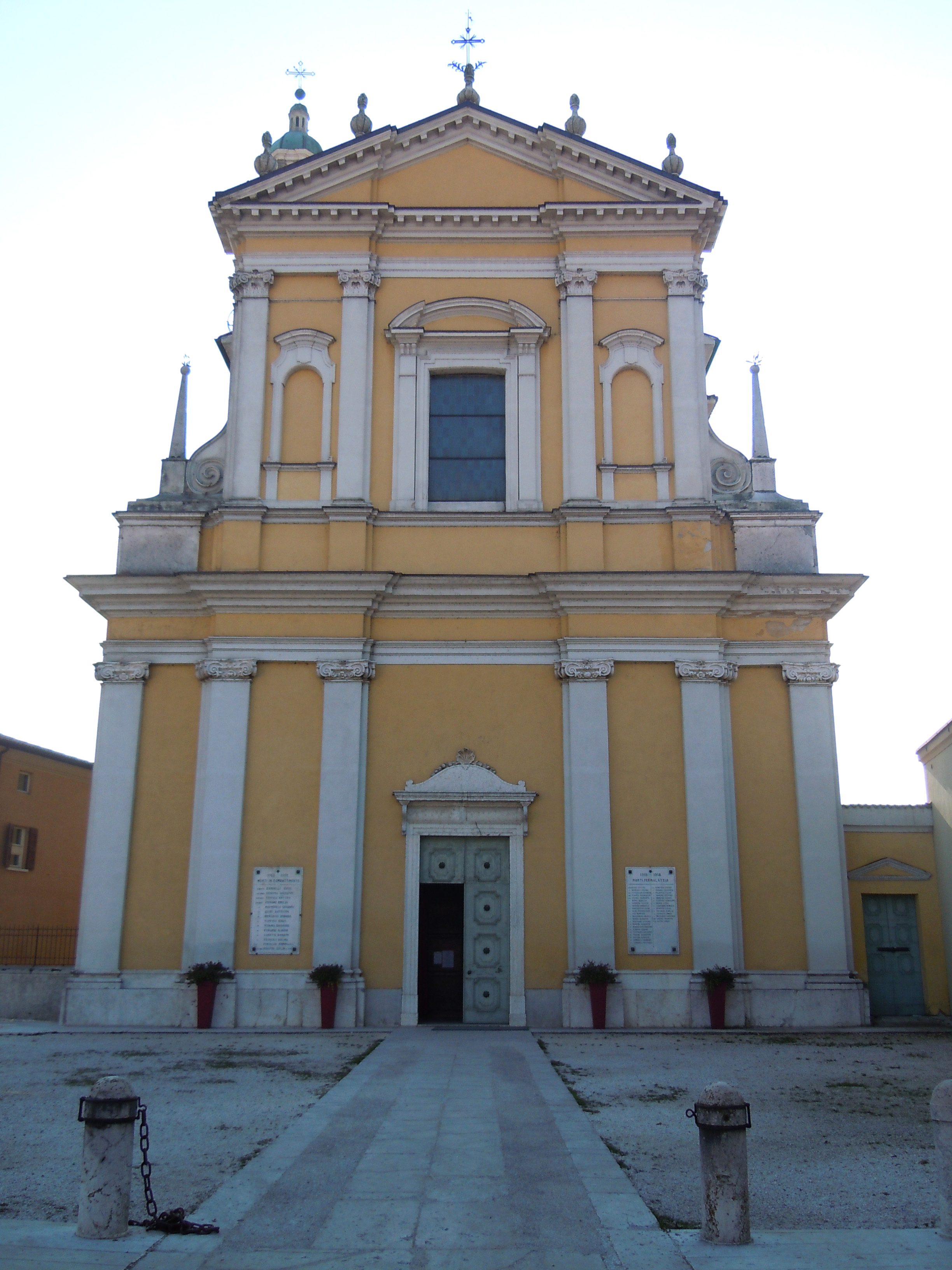
Església de Roverbella
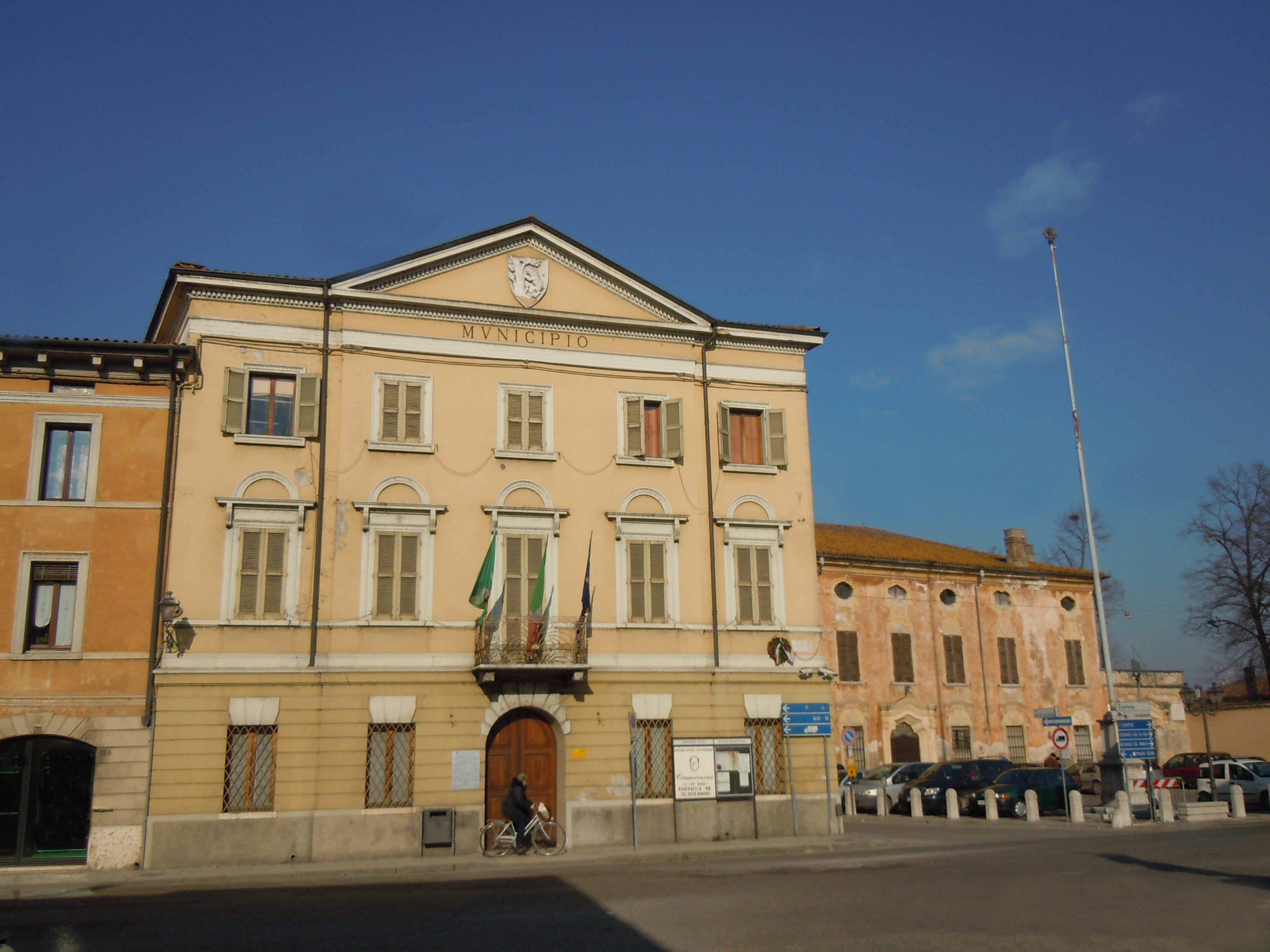
Ajuntament
Localització de Roverbella a la província de Màntua